# Pandiborellius
Genre
Synonymes
- Pandicaporiaccous Rossi, 2015
- Pandipavesius Rossi, 2015

Pandiborellius est un genre de scorpions de la famille des Scorpionidae.

## Distribution
Les espèces de ce genre se rencontrent en Afrique de l'Est et au Yémen.

## Liste des espèces
Selon The Scorpion Files (09/08/2020) :
- Pandiborellius arabicus (Kraepelin, 1894)
- Pandiborellius awashensis (Kovařík, 2012)
- Pandiborellius igdu Kovařík, Lowe, Soleglad & Plíšková, 2017
- Pandiborellius insularis Kovařík, Lowe, Soleglad & Plíšková, 2017
- Pandiborellius lanzai (Rossi, 2015)
- Pandiborellius magrettii (Borelli, 1901)
- Pandiborellius meidensis (Karsch, 1879)
- Pandiborellius nistriae (Rossi, 2014)
- Pandiborellius percivali (Pocock, 1902)
- Pandiborellius somalilandus (Kovařík, 2012)

## Étymologie
Ce genre est nommé en l'honneur d'Alfredo Borelli (1858-1943).

## Publication originale
- Rossi, 2015 : « Sui sottogeneri di Pandinus Thorell, 1876 con revisione del genere Pandinurus Fet, 1997 stat. n. e descrizione di sette nuove specie e tre nuovi sottogeneri (Scorpiones: Scorpionidae). » Onychium, vol. 11, p. 10-66 (texte intégral).